# Насыщение множества народа
Насыщение множества народа — два отдельных чуда, сотворенных Иисусом Христом. Это чудеса о превращении малого количества еды в большое, чтобы прокормить (насытить) множество голодных людей.

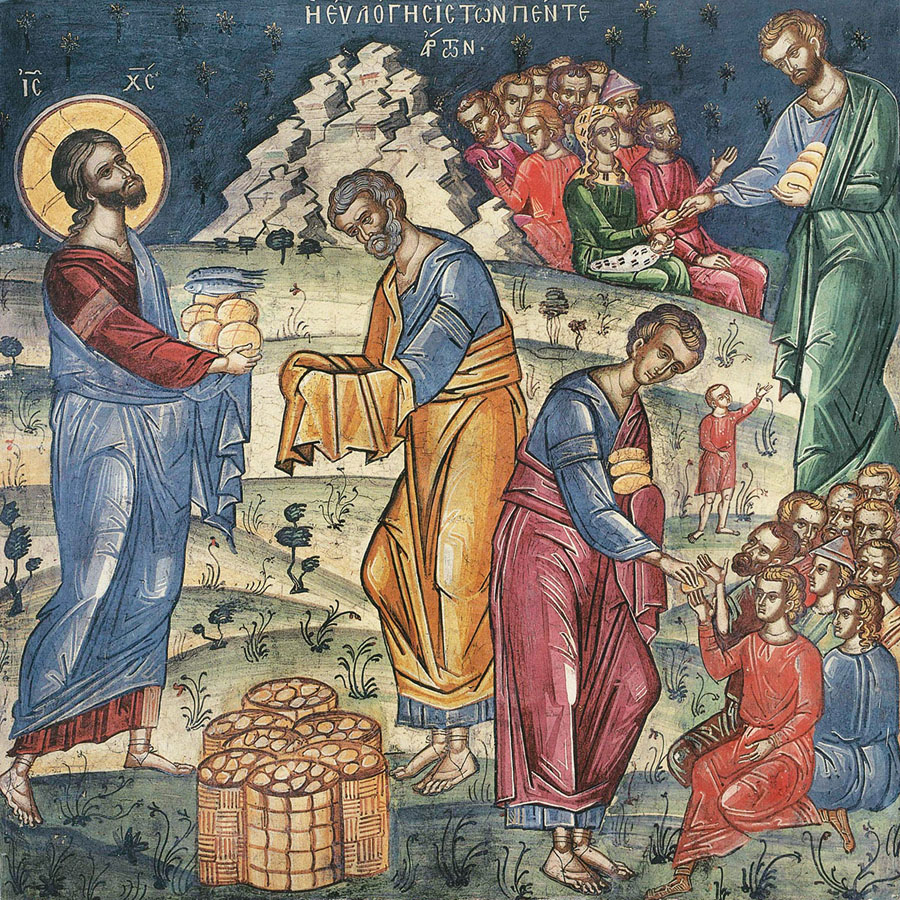
Греческая фреска

Первое чудо — «Насыщение 5000 людей» является единственным чудом (кроме воскресения), которое присутствует во всех четырех канонических Евангелиях (Мф. 14:13-21, Мк. 6:31-44, Лк. 9:10-17 и Ин. 6:5-15). Это чудо также известно под названием: «Чудо пяти хлебов и двух рыб».
Второе чудо — «Насыщение 4000 людей» записано в Евангелиях от Марка (Мк. 8:1-9) и Матфея (Мф. 15:32-39), однако отсутствует в Евангелиях от Луки и Иоанна. Это чудо также известно как: «Чудо семи хлебов и рыбок».
Часто эти два чуда, по ошибке, воспринимают как одно и поэтому появляются несоответствия в количестве людей и пищи.

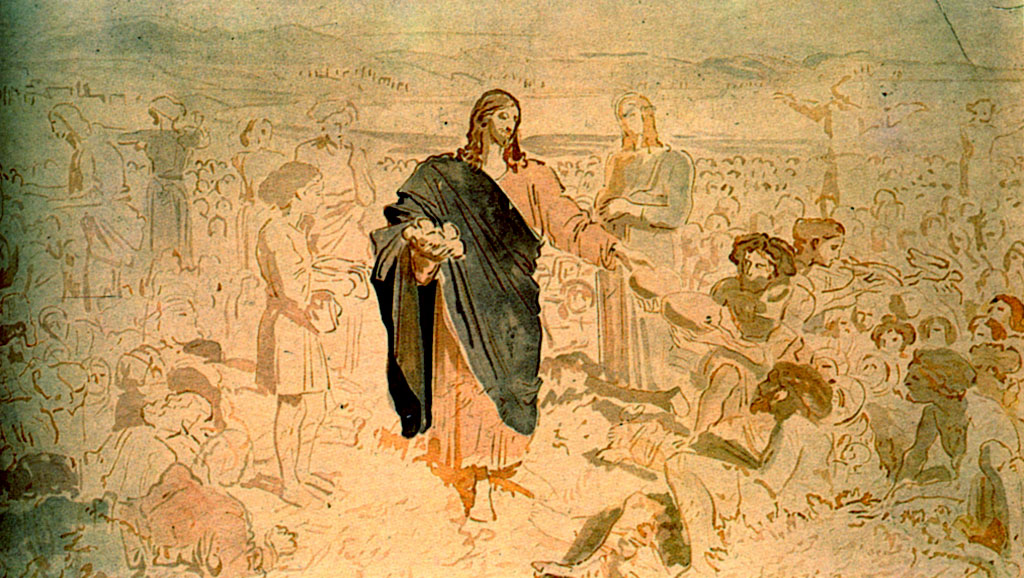
Умножение хлебов, А. Иванов, эскиз, 1850-е годы.

## Библейское повествование

### Насыщение 5000 людей

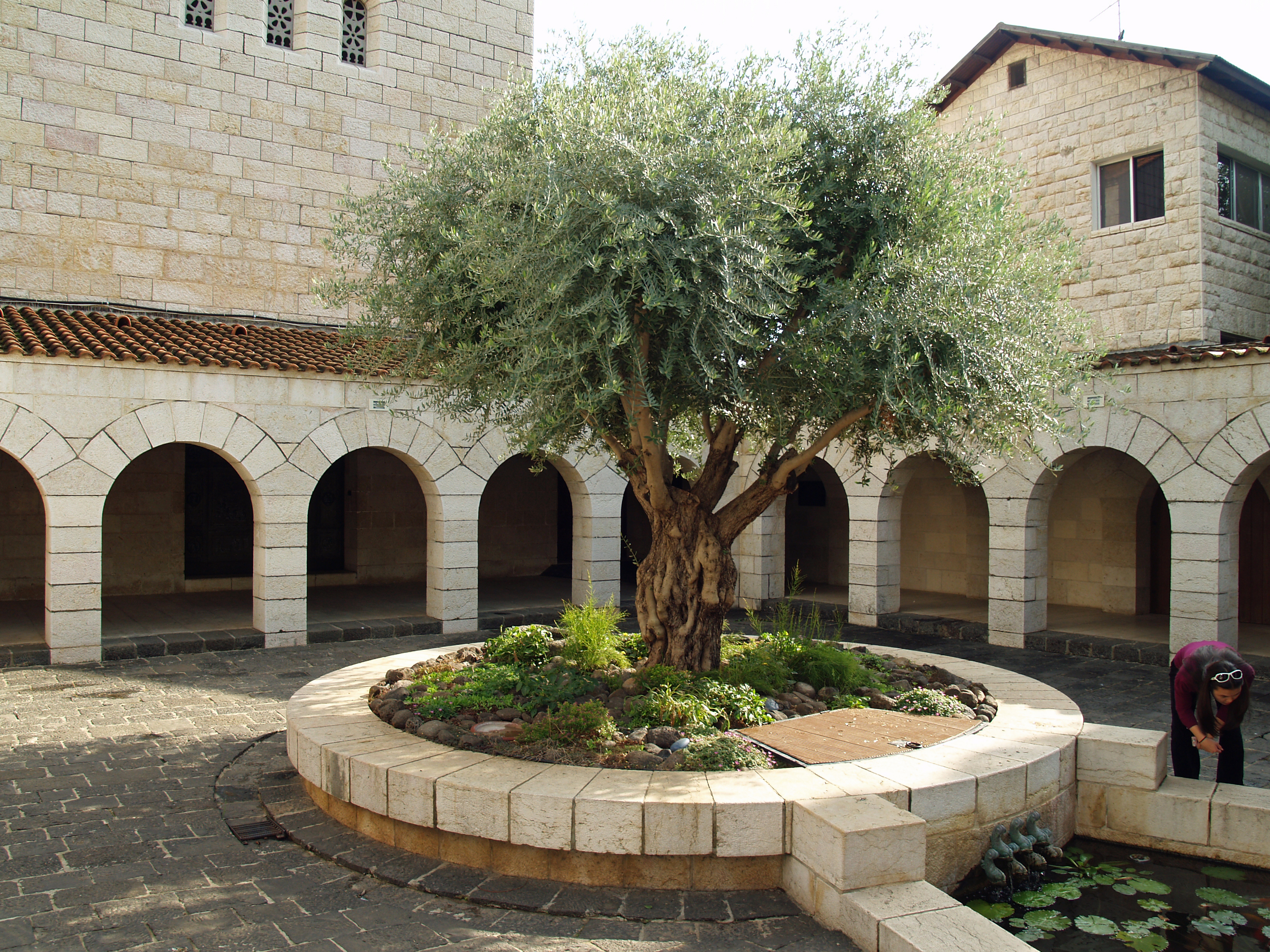
Церковь Умножения Хлебов и Рыб в Табхе (Израиль). Храм построен на месте, на котором, согласно древней христианской традиции, Иисус накормил более 5000 человек.

Второе название: «Чудо пяти хлебов и двух рыб». В Евангелии от Иоанна сообщается, что пять ячменных хлебов и две рыбки были предоставлены мальчиком Иисусу, чтобы накормить множество людей. Через стих в Евангелии от Иоанна уже не используется уменьшительная форма слова «рыба» (Ин. 6:11). В остальных Евангелиях о мальчике не говорится.

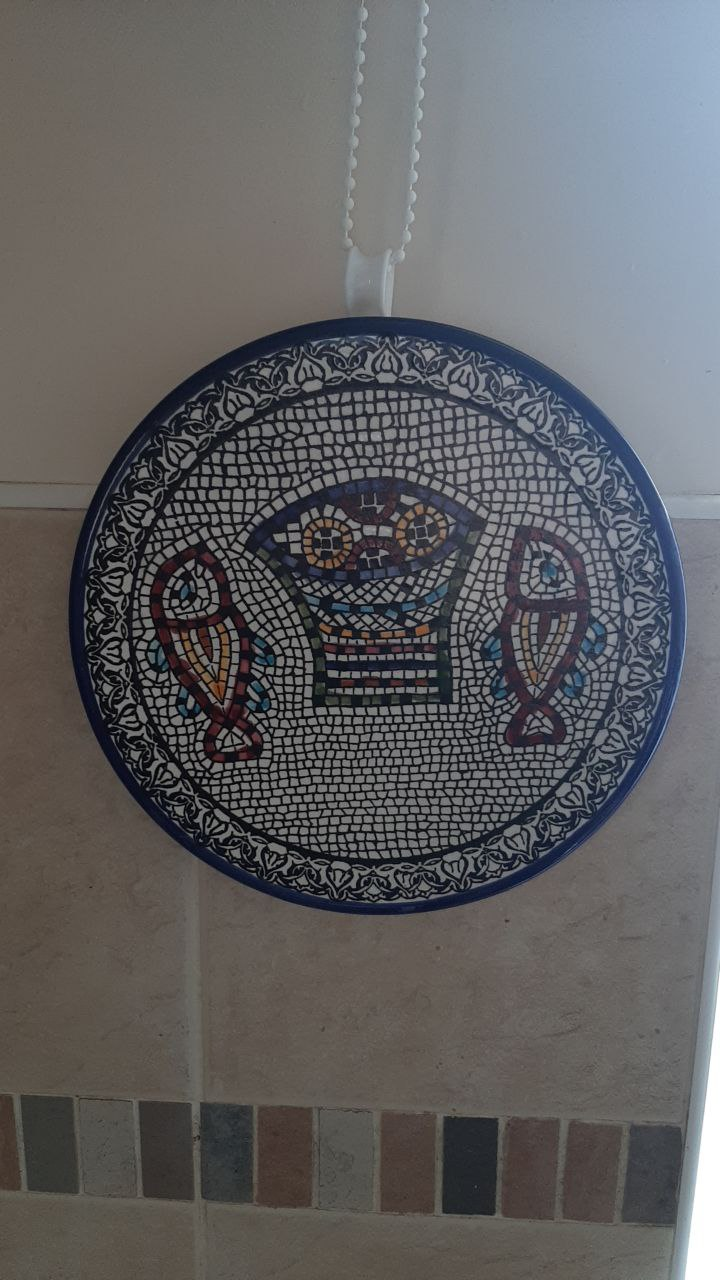
Тарелка «Умножения Хлебов и Рыб»

Согласно Евангелиям, Иисус, услышав, что Иоанн Креститель убит, ушел на лодке (πλοῖα) в пустынное (Мф. 14:13) место возле Вифсаиды (Лк. 9:10). За Ним пешком пошла огромная толпа из нескольких городов. Когда Иисус вышел из лодки и увидел большую толпу, Он сжалился над ними и исцелил больных. Вечером ученики приступили к Нему и сказали, чтобы Иисус отпустил народ в селения купить себе еды, потому что уже становится поздно. Иисус ответил: «вы дайте им есть» (Мф. 14:16; Мк. 6:37). Ученики сказали, что у них имеется только пять хлебов (ἄρτους) и две рыбки. После того Иисус сказал принести еду и людям сесть на траву. Особо отмечается, что люди сели рядами по 100 (Мк. 6:40) и по 50 человек (Лк. 9:14). Взяв хлеб и рыбу, воззрев на небо, Иисус вознес благодарность. Затем он преломил хлеба и дал пищу ученикам, а те дали их людям. И ели все, и насытились, а ученики после собрали двенадцать корзин (κοφίνους) кусков (Лк. 9:17).
Количество тех, кто ел, было около пяти тысяч (πεντακισχίλιοι) человек, без учета женщин и детей (Мф. 14:21).

### Насыщение 4000 людей
Второе чудо записано в Евангелиях от Марка и Матфея, и известно как: «Чудо семи хлебов и рыбок». Согласно Евангелиям, собралась толпа людей и шла за Иисусом. Иисус, подозвав к Себе учеников сказал, что Ему жаль народ, ведь они с Ним уже три дня и не ели ничего и Он не хочет отправить их домой голодными, чтобы они не ослабли на пути. Его Ученики спросили, где они могли бы получить достаточно хлеба в этом отдаленном месте для этого народа. Когда выяснилось, что есть семь хлебов и несколько мелких рыбок, Иисус сказал толпе сесть на землю. Тогда, взяв семь хлебов и рыбы, Иисус помолился, преломил хлеб и дал ученикам, а они, в свою очередь, людям. И ели все, и насытились, а после ученики собрали семь корзин кусков. Количество тех, кто ел, было четыре тысячи человек, кроме женщин и детей. После того, как Иисус отпустил толпу домой, Он сел в лодку и отправился в пределы Магдалинские.

## Интерпретация
Иоанн Златоуст в этом увидел покорность бедных своей судьбе. Они без ропота, но с верой отдали свои хлеба и рыбу. А Христос, силой молитвы, умножил их пищу. То, что он усадил народ на землю, говорит о том, что Христос учит простоте.
Ефрем Сирин эти чудеса сравнивает с молитвами Моисея в пустыне, когда по его молитвам, Господь накормил народ манной небесной.

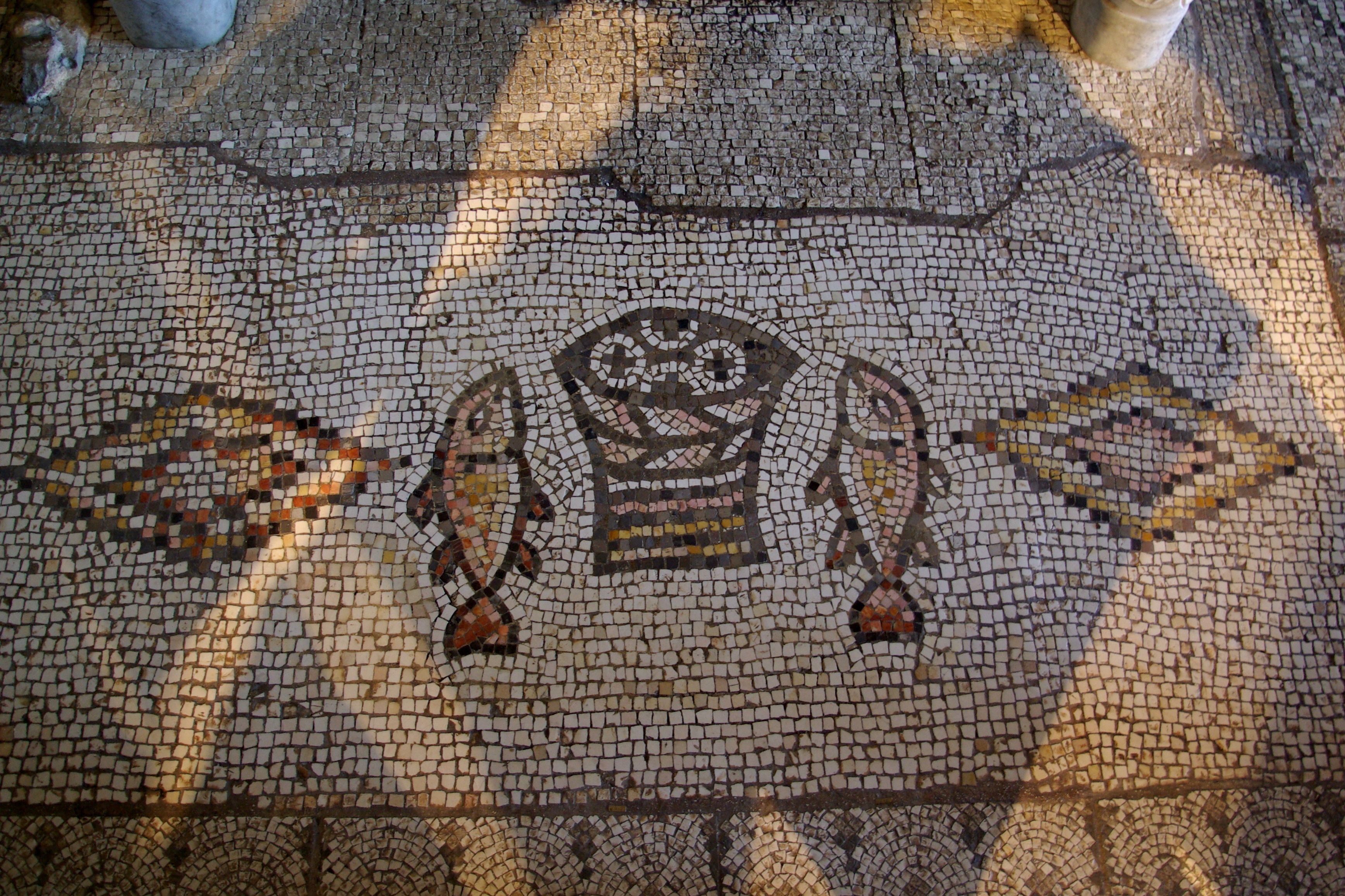
Мозаика в Церкви Умножения хлебов и рыб (Табхе, Израиль)